# イストピカ
株式会社イストピカは、かつて存在した日本の企業。ソーシャルゲームの企画・運営・パブリッシングを主な業務としていた。

## 概要
2009年、株式会社フロアのゲームデベロップメント事業の一部を新設分割することにより設立。2012年にインフォコムに買収された。
2015年6月、ソーシャルゲームより撤退。同年12月、ソーシャルゲーム事業の見直しにより清算結了。

## 主なゲーム
- BroadwayCafe（iOS: 2009年8月25日発売開始）[4]
- ビストランテ（Mobage: 2009年12月サービス開始）
- ともだち市場 ザッカニア（GREE: 2010年6月29日サービス開始[5]）
- オシャレピア（Mobage: 2011年2月24日サービス開始[6]など）
- ビストロワールド（2011年7月19日サービス開始[7][8]）
- 逆境無頼カイジ 電脳遊戯篇（2011年7月頃サービス開始[9]）※フォアキャスト配信
- 任侠伝-喧嘩の竜-（2012年1月13日サービス開始[10]）
- 鋼の錬金術師 FULLMETAL ALCHEMIST THE CARD（2012年6月27日正式サービス開始[11]）
- K – The Lost King（2012年10月頃サービス開始[12]、2015年1月5日サービス終了[13]）
- マギ 運命の迷宮（2012年11月21日サービス開始[14]）
- 軍神召喚†アークナイツ（2012年12月31日サービス開始[15]）
- アークナイツZERO（2013年7月19日サービス開始[16]）
- 砲神のカノンマスター（2013年11月8日サービス開始[17]）
- 黒執事 Cinematic Card Collection（2014年7月31日サービス開始[18]）
- マギ Dungeon & Magic（2014年2月20日サービス開始、2015年8月25日サービス終了）[19]